# Cieśnina Nowa Georgia
Cieśnina Nowa Georgia (ang. New Georgia Sound) – cieśnina na południowo-zachodnim Oceanie Spokojnym, w archipelagu Wysp Salomona, oddzielająca dwa główne łańcuchy wysp archipelagu: wyspy Choiseul i Santa Isabel na północy oraz grupę wysp Nowa Georgia na południu. Rozciąga się na długości około 310 mil (500 km) w kierunku południowo-wschodnim – od wysp Shortland (w pobliżu Wyspy Bougainville’a) do wysp Nggela i Savo (blisko Guadalcanalu). Podczas II wojny światowej cieśnina była znana wśród aliantów jako “The Slot” (z ang. “the slot“ - otwór, szczelina), ze względu na jej kształt geograficzny i intensywny ruch okrętów wojennych. Określano ją także nazwą Ironbottom Sound. W okresie od sierpnia 1942 do stycznia 1943 roku, armia japońska wykorzystywała cieśninę jako trasę do zaopatrzenia i wzmocnienia wojsk walczących na Guadalcanalu.